# Утёс-Карасан
Утёс-Карасан (укр. Утьос-Карасан) — парк-памятник садово-паркового искусства общегосударственного значения, расположенный на южном побережье Крыма на территории Алуштинского горсовета. Площадь — 23 га. Землепользователь — Министерство экологии и природных ресурсов Республики Крым.
Согласно Распоряжению Совета министров Республики Крым от 5 февраля 2015 года № 69-р Об утверждении Перечня особо охраняемых природных территорий регионального значения Республики Крым данный объект является парк-памятником садово-паркового искусства регионального значения.

## История
Парку присвоен статус памятник садово-паркового искусства Постановлением Кабинета Министров УССР от 29.01.1960 № 105.

## Описание
Парк расположен у побережья Чёрного моря между пгт Партенит и мысом Плака. Состоит из Карасанского парка и парка санатория «Утёс». Парк санатория «Утёс» заложен в 1813—1814 годах, площадью 7,68 га, а Карасанский парк — 1820 году, площадью 18 га. Оба были основаны русским военачальником Михаилом Бороздиным. В Карасане расположен дворец Раевских, на мысе Плака — дворец княгини Гагариной, где сейчас расположены административные корпуса санаториев соответственно Карасан и Утёс. Они имеют статус памятников архитектуры и также охраняются законом.
Мыс Плака, который непосредственно примыкает к парку санатория «Утёс», охватывает одноименный комплексный памятник природы местного значения, основанный 15 февраля 1964 года площадью 5 га.
Ближайший населённый пункт — Партенит и Утёс, город — Алушта.

## Природа
Карасанский парк насчитывает 220 видов растений деревьев и кустарников. Особенностью парка является принцип насаждения деревьев по однородности их пород в отдельные группы. Здесь расположена вековая роща итальянских пиний.